# 富爾頓鎮區 (阿肯色州波爾克縣)
富爾頓鎮區（英語：Fulton Township）是位於美國阿肯色州波爾克縣的一個行政鎮區。

## 地方資料
富爾頓鎮區的面積為105.79平方千米，當中陸地面積為105.21平方千米，而水域面積為0.58平方千米。根據2010年美國人口普查的數據，當地共有人口705人，而人口密度為每平方千米6.66人。